# Radio Onda d'Urto
Radio Onda d'Urto è un'emittente radiofonica italiana.

## Storia

2 luglio '93: protesta contro il sequestro radio onda sul tetto del Leoncavallo

La radio fu fondata il 18 dicembre 1985 da un gruppo di antagonisti bresciani provenienti dalle esperienze del movimento del '77 e delle successive iniziative autogestionarie sviluppatesi nella città e all'interno delle lotte studentesche del 1985. 
Nel 2001, assieme ad altre radio, fra cui Radio 2000 Blackout, Radio Fujiko, Radio Città 103, Radio Onda Rossa, Radio Ciroma di Cosenza, Controradio (Firenze), e Radio K Centrale di Bologna, organizza durante il G8 di Genova il Radio GAP (Global Audio Project) che trasmetterà dalla scuola Diaz, per una settimana 24 ore al giorno a partire dal 16 luglio.

## Frequenze
A partire dall'anno 1994 la radio cominciò a trasmettere a Milano, nei locali del Centro Sociale Leoncavallo sulla frequenza 98.00 MHz, già utilizzata dalle storiche esperienze milanesi di Radio Milano Libera e Radio Città.
Quattro anni più tardi il segnale fu esteso alle valli bresciane e nell'Alto Garda. 
Nello stesso periodo arriva anche la trasmissione via satellite Eultesat Hot Bird 13° est (freq, 11541 pol.V, SR. 22000) con la possibilità di essere ascoltati, in tecnica digitale, in tutta Europa e nel Nord Africa.
Radio Onda d'Urto trasmette oggi sulla frequenza 99.6 MHz in tutto il bresciano, in media e bassa Val Camonica sui 100.1 MHz e in alta valle sui 99.9 MHz; sulla frequenza 99.7 MHz a Mantova e nel Veronese, fino alle porte della città scaligera.
Radio Onda d'Urto è ascoltabile anche a Trento e nel Trentino, sulle frequenze 99.5 MHz (Garda trentino) o 105.5 MHz (Trento e dintorni).

## La festa

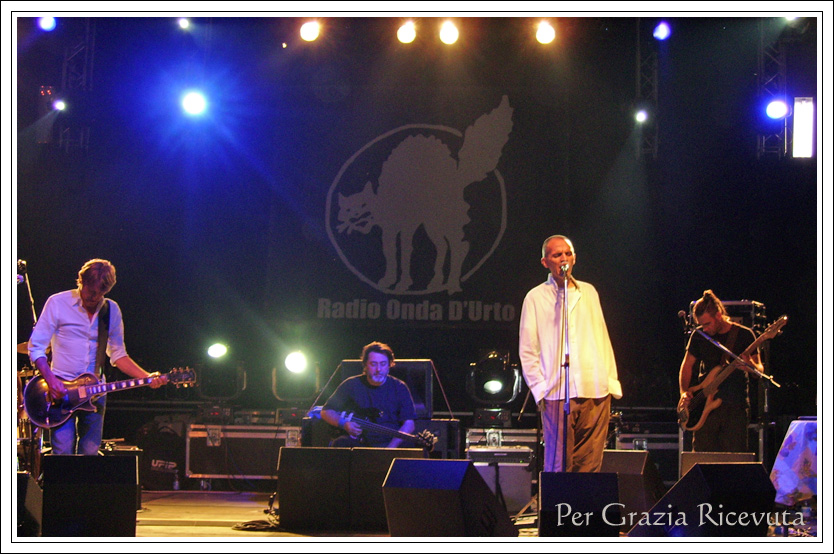
Il gruppo Per Grazia Ricevuta mentre si esibisce alla XV festa di Radio Onda d'urto, Brescia (agosto 2006).

Ogni anno, dal 1992, a Brescia, si tiene la festa di Radio Onda d'Urto che ha lo scopo di autofinanziare l'emittente.